# Sardonoharjo
Sardonoharjo is een bestuurslaag in het regentschap Sleman van de provincie Jogjakarta, Indonesië. Sardonoharjo telt 21.507 inwoners (volkstelling 2010).